# Brnca (potok)
Bŕnca (tudi Bŕnica) je levi pritok Pesnice pri Grlincih. Nastane iz povirnih pritokov Andrenskega, 
Župetinskega in Smolinskega potoka v osrednjem delu Slovenskih goric in teče večinoma proti jugu mimo vasi Hvaletinci in Grlinci. Pri Grlincih vstopi v široko dolinsko dno Pesniške doline in se po kratkem toku izliva v umetno strugo Pesnice. Njeno porečje ima izrazito pahljačasto obliko, saj se v potok steka več enako velikih pritokov: z leve strani Stanetinski potok, ter pri Hvaletincih Mala Brnca. Na starih avstrijskih zemljevidih se ime potoka pojavlja v oblikah Brnca B. (B. za nem. Bach = potok), Perncza B. in Berncze B.
Dolinska dna ob vseh teh potokih so bila nekoč mokrotna in zamočvirjena, zato so naselja še danes odmaknjena od njih na nekoliko višje dolinsko obrobje. Obsežne melioracije Pesniške doline v 60. in 70. letih dvajsetega stoletja so segle tudi v doline ob Brnci in njenih pritokih, s katerimi so nekdanje mokrotne travnike spremenili v njive. Vodotoke, ki so nekdaj rahlo vijugali po dolinskem dnu, obdani z gostim obvodnim rastjem, travniki in logi, so spremenili v umetne kanale z enoličnim trapezastim profilom, skoraj brez obvodnega rastlinja in s skromnimi življenjskimi možnostmi. V bolj ali manj naravnem stanju je ostala samo dolina ob spodnjem toku Andrenskega potoka do sotočja s Smolinskim potokom. Povsem so spremenili tudi spodnji tok Brnce, saj je pred regulacijami potok pri Grlincih zavil proti jugu in vijugal po levem robu Pesniške doline ter se izlival v Pesnico šele pod vasjo Gradiščak.
Čeprav je potok majhen, je bil v preteklosti lokalno pomemben vir vodne energije, saj je bilo na njem več majhnih mlinov. Pred leti je bil močno onesnažen, saj so se vanj stekale komunalne in druge odplake iz bližnjih naselij. Razmere so se precej izboljšale z izgradnjo čistilne naprave Kadrenci v zgornjem toku Andrenskega potoka tik pod Cerkvenjakom (2011).
Precejšen del porečja Brnce je vključen v območje Natura 2000 (Osrednje Slovenske gorice), ker je to življenjski prostor nekaterih redkih vrst metuljev. Lokalna zanimivost je izvir Lübe vodice v Andrencih, ki po pričevanju domačinov nikoli ne presahne.